# Гравітаційна аномалія
Гравітаційна аномалія — різниця між спостережуваним значенням сили тяжіння та значенням, передбаченим теоретичною моделлю. Якби Земля була ідеальним сплюснутим сфероїдом однорідної густини, то сила тяжіння, виміряна в кожній точці її поверхні, була б задана простим алгебраїчним виразом. Проте Земля має нерівну поверхню та неоднорідний склад, що збурює її гравітаційне поле. Теоретичне значення сили тяжіння можна скоригувати на висоту над рівнем моря та вплив оточуючого рельєфу, але зазвичай воно все одно дещо відрізняється від виміряного значення. Така гравітаційна аномалія може виявити наявність підповерхневих структур з густиною, відмінною від середньої. Наприклад, поклади руди під поверхнею дасть додатну гравітаційну аномалію через більшу густину руди.
Різні теоретичні моделі передбачають різні значення сили тяжіння, тому гравітаційна аномалія завжди визначається по відношенню до конкретної моделі. Аномаліі Бугера, вільного повітря та ізостатичної гравітації відрізняються тим, що базуються на різних теоретичних поправках до сили тяжіння.
Вимірювання гравітаційних аномалій проводиться шляхом вимірювання сили тяжіння в багатьох місцях досліджуваного регіону за допомогою портативного приладу, який називається гравіметром. Ретельний аналіз гравітаційних даних дозволяє геологам робити висновки про підповерхневу геологію.

## Визначення
Гравітаційна аномалія — це різниця між спостережуваним прискоренням вільного падіння поблизу поверхні планети та відповідним значенням, передбаченим моделлю гравітаційного поля планети. Як правило, модель базується на спрощених припущеннях, таких як те, що під дією самогравітації та обертального руху планета набуває форми еліпсоїда обертання. Сила тяжіння на поверхні цього референц-еліпсоїда визначається простою формулою, яка містить лише широту.
Гравітаційні аномалії були вперше виявлені в 1672 році, коли французький астроном Жан Ріхтер створив обсерваторію на острові Каєнна. У Ріхтера був високоточний маятниковий годинник, ретельно відкалібрований у Парижі перед його від'їздом. Однак він виявив, що годинник у Кайєнні йде надто повільно порівняно з видимим рухом зір. П'ятнадцять років потому Ісаак Ньютон використав свою нещодавно сформульовану універсальну теорію тяжіння, щоб пояснити аномалію. Ньютон показав, що на виміряне значення сили тяжіння впливає обертання Землі, яке також спричиняє сплющення Землі з полюсів. Кайєнна розташована ближче до екватора, ніж Париж, тому вона одночасно і відчуває сильніше відцентрове прискорення від обертання Землі, і знаходиться далі від центру Землі (що зменшує гравітаційне тяжіння Землі). Обидва ці ефекти зменшують значення сили тяжіння, пояснюючи, чому маятниковий годинник Ріхтера йшов надто повільно. Врахування цих двох ефектів усунула більшу частину спостережуваної аномалії.
Щоб зрозуміти природу гравітаційної аномалії, викликаної надрами, необхідно внести ряд поправок до моделі сили тяжіння. Різні теоретичні моделі включатимуть різні поправки до значення сили тяжіння, тому гравітаційна аномалія завжди визначається з посиланням на конкретну модель. Кожна з аномалій Бугера, вільного повітря та ізостатичної гравітації базується на різних теоретичних поправках до значення сили тяжіння.

## Модельна поле та поправки

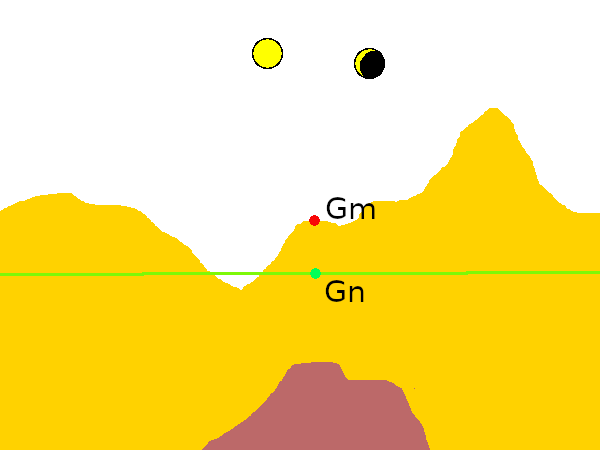
Гіпотетичне вимірювання сили тяжіння. Значення сили тяжіння вимірюється в червоній точці, позначеній. Зелена точка — це нормальна гравітація, яка лежить на референц-еліпсоїді.

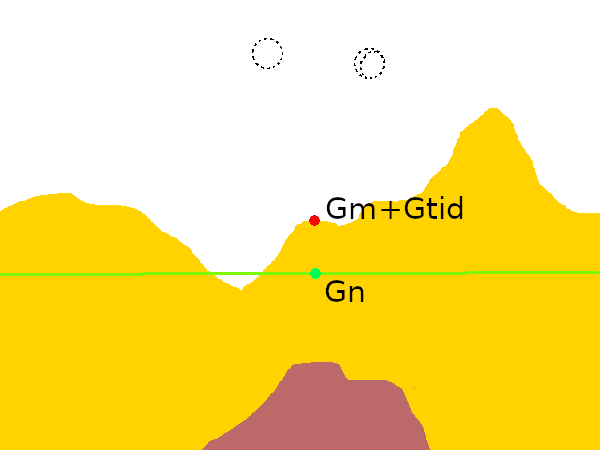
Гіпотетичне вимірювання сили тяжіння з поправкою на приливні сили

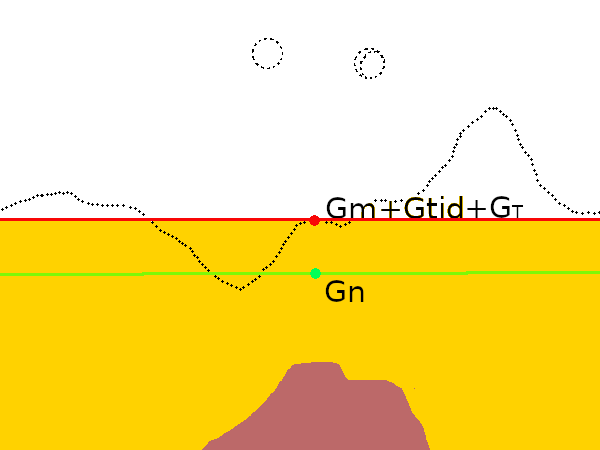
Гіпотетичне вимірювання сили тяжіння з поправкою на припливи та рельєф

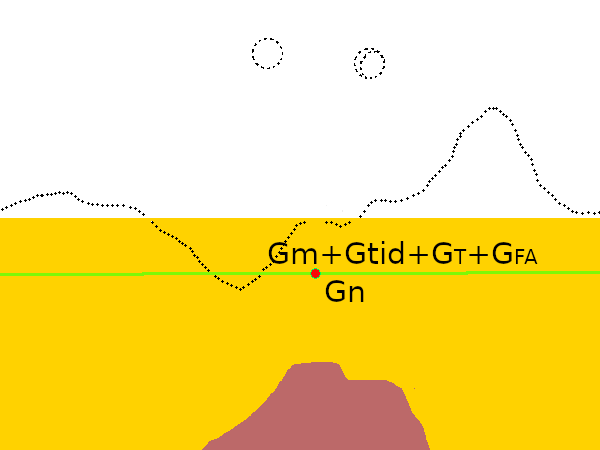
Гіпотетичне вимірювання сили тяжіння з поправками на вільне повітря

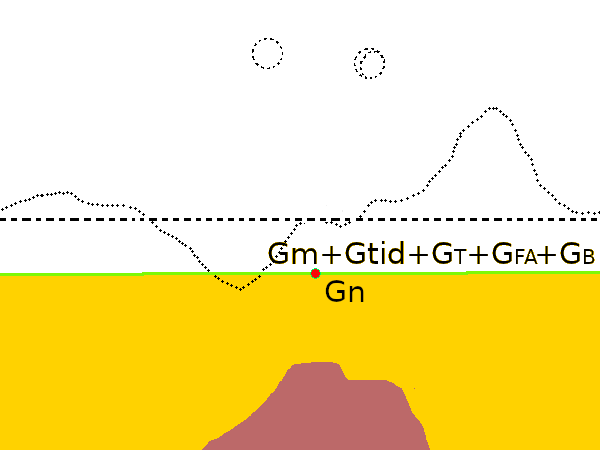
Гіпотетичне вимірювання сили тяжіння з поправкою Бугера

Відправною точкою для модельного поля є міжнародний референц-еліпсоїд, який дає нормальну силу тяжіння gn для кожної точки ідеалізованої форми Землі. Подальші уточнення модельного поля зазвичай виражаються як поправки, додані до виміряної сили тяжіння або (що еквівалентно) відняті від нормальної сили тяжіння. Як мінімум, вони включають приливну поправку △gtid, поправку на місцевість △gT і поправку на вільне повітря △gFA. Для багатьох гравітаційних моделей додаються також інші поправки. Різниця між скоригованою виміряною гравітацією та нормальною гравітацією є гравітаційною аномалією.

### Нормальна гравітація
Нормальна гравітація враховує гравітацію ідеалізованої еліпсоїдної Землі з поправкою на її обертання. Вона визначається формулою:
{\displaystyle g_{n}=g_{e}(1+\beta _{1}\sin ^{2}\lambda +\beta _{2}\sin ^{2}2\lambda )}
де {\displaystyle g_{e}} = 9.780327, {\displaystyle \beta _{1}} = 5.30244 і {\displaystyle \beta _{2}} = −5.8. Ця формула справедлива з точністю до 0,1 мгал на будь-якій широті {\displaystyle \lambda }. Для забезпечення вищої точності, існує складніша формула, яка дає нормальну гравітацію з точністю до 0,0001 мгал.

### Приливна поправка
Сонце і Місяць створюють залежні від часу приливні сили, які впливають на виміряне значення сили тяжіння приблизно на 0,3 мгал (дві третини цієї величини припадає на Місяць). Цей ефект дуже добре вивчений і може бути точно розрахований для заданого часу та місця, використовуючи астрофізичні дані та формули, щоб отримати припливну поправку △gtid.

### Поправка на рельєф
Місцевий рельєф земної поверхні впливає на величину сили тяжіння. І височини над точкою вимірювання, і долини нижче точки вимірювання зменшують виміряне значення сили тяжіння. Це враховано поправкою на рельєф △gT. Вона розраховується на основі знання місцевої топографії та оцінок густини гірських порід, що складають рельєф. По суті, ця поправка ефективно згладжує рельєф навколо точки вимірювання.
Поправку на рельєф необхідно розраховувати для кожної точки, в якій вимірюється сила тяжіння, беручи до уваги кожен пагорб або долину, різниця у висоті яких від точки вимірювання перевищує приблизно 5 % відстані від точки вимірювання. Ця задача вимагає складних розрахунків, але це необхідно для отримання коренктної гравітаційної аномалії.

### Поправка на вільне повітря
Наступна поправка — це поправка на вільне повітря. При цьому враховується той факт, що вимірювання зазвичай відбувається на іншій висоті, ніж опорний еліпсоїд на даній широті та довготі. Для точки вимірювання над референц-еліпсоїдом це означає, що гравітаційне тяжіння об'ємної маси Землі трохи зменшується. Поправка на вільне повітря дорівнює просто 0,3086 мгал м−1 помножити на висоту над референц-еліпсоїдом.
Решта гравітаційної аномалії в цій точці називається аномалією вільного повітря. Тобто аномалія вільного повітря дається формулою:
{\displaystyle \Delta g_{F}=g_{m}+(\Delta g_{FA}+\Delta g_{T}+\Delta g_{\text{tide}})-g_{n}}

### Поправка пластини Бугера
Аномалія вільного повітря не враховує шар матеріалу (після вирівнювання місцевості) за межами референц-еліпсоїда. Гравітаційне тяжіння цього шару або пластини враховується поправкою пластини Бугера, яка становить −0.0419·10−3ρh мгал м2 кг−1. Густина гірської породи ρ зазвичай приймається рівною 2670 кг м−3, тому поправку пластини Бугера зазвичай приймають рівною -0,1119 мгал м−1год. Тут h — висота над референц-еліпсоїдом.
Решта гравітаційної аномалії в цій точці називається аномалією Бугера. Тобто аномалія Бугера розраховується як:
{\displaystyle \Delta g_{B}=g_{m}+(\Delta g_{BP}+\Delta g_{FA}+\Delta g_{T}+\Delta g_{\text{tide}})-g_{n}}

### Ізостатична поправка
Аномалія Бугера додатна над океанськими басейнами і від'ємна над високими континентальними областями. Це показує, що низька висота океанічних басейнів і висока висота континентів компенсується товщиною кори на глибині. Вища місцевість утримується плавучістю більш товстої кори, що «плаває» на мантії.
Ізостатична аномалія визначається як аномалія Бугера мінус гравітаційна аномалія внаслідок компенсації на підповерхневі шари. Вона є мірою локального відхилення від ізостатичної рівноваги внаслідок динамічних процесів у в'язкій мантії. У центрі рівного плато вона приблизно дорівнює аномалії вільного повітря. Ізостатична поправка залежить від ізостатичної моделі, яка використовується для розрахунку ізостатичного балансу, і тому дещо відрізняється для разних моделей:
- модель Ейрі-Гейсканена припускає, що кора та мантія однорідні за густиною, а ізостатичний баланс забезпечується змінами в товщині кори;
- модель Пратта-Гейфорда припускає, що нижня границя земної кори скрізь знаходиться на однаковій глибині, а ізостатичний баланс забезпечується змінами густини земної кори;
- модель пружної плити Венінга Мейнеса припускає, що земна кора діє як натягнута мембрана[16].

Ізостатичну аномалію знаходять шляхом обчислення теоретичної моделі земної кори і віднімання її від аномалії Бугера.

## Причини

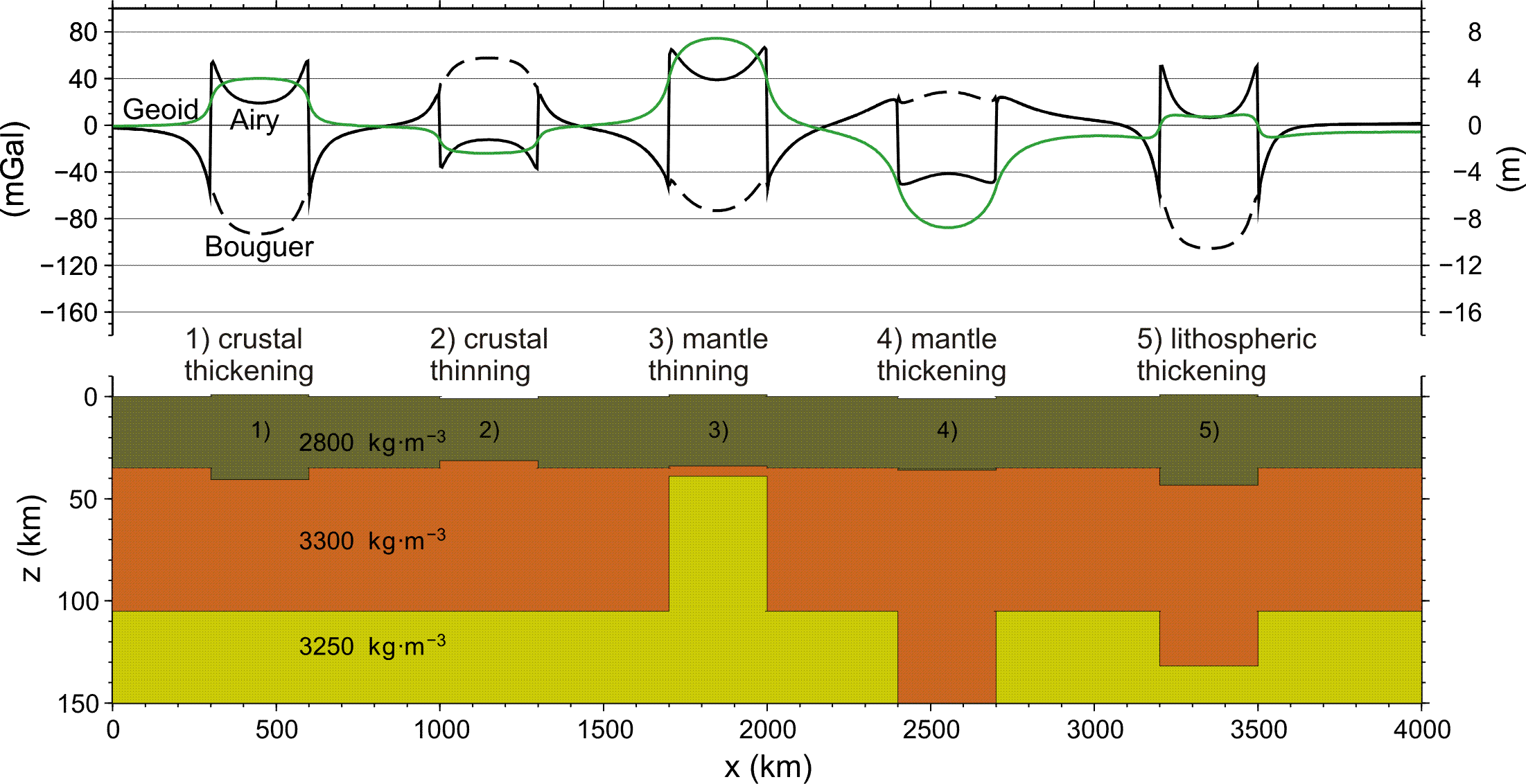
Гравітаційні та геоїдні аномалії, спричинені змінами товщини земної кори та літосфери відносно базової конфігурації. Усі структури знаходяться в умовах локальної ізостатичної компенсацієї з висотою +1000 або −1000 м над середнім рівнем.

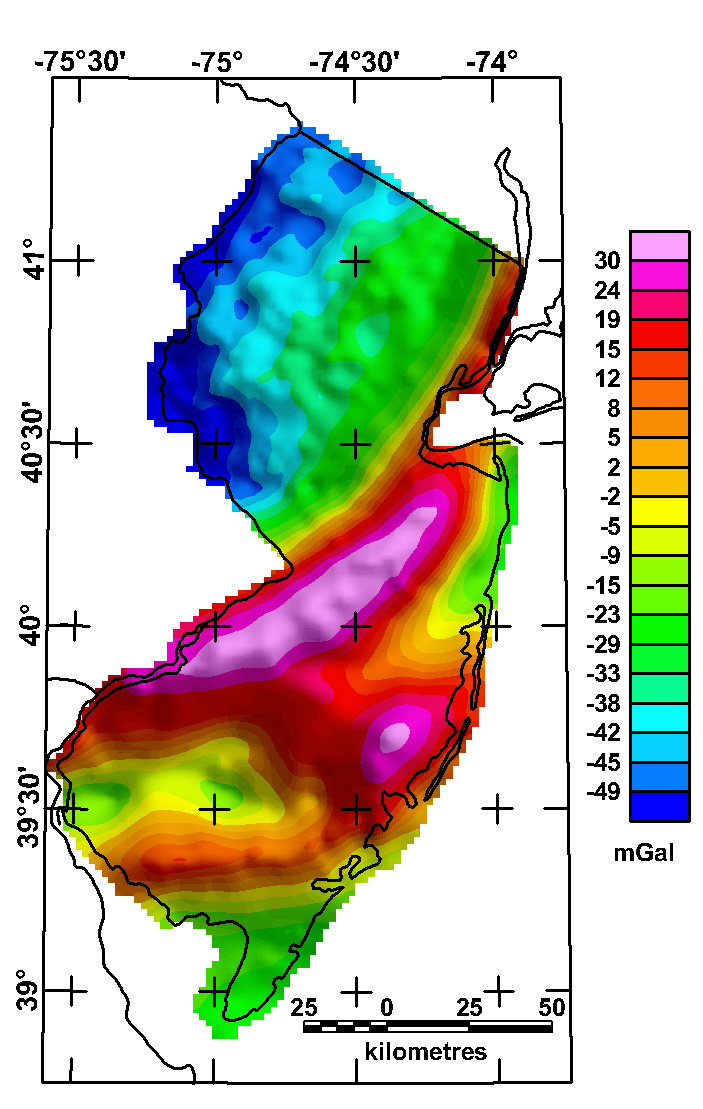
Карта бугерівських гравітаційних аномалій штату Нью-Джерсі

Локальні гравітаційні аномалії пов'язані з аномальним розподілом густини на Землі, і таким чином вимірювання гравітаційного поля Землі допомагають зрозуміти внутрішню структуру планети.

### Регіональні причини
Аномалія Бугера над континентами, як правило, від'ємна, особливо над гірськими хребтами. Наприклад, типові аномалії Бугера в Центральних Альпах становлять −150 мілігалів. Навпаки, аномалія Бугера додатна над океанами. Ці аномалії відображають різну товщину земної кори. Більш високий континентальний рельєф підтримується товстою корою низької густини, яка «плаває» на щільній мантії, тоді як океанічні басейни вкриті набагато тоншою океанічною корою. Аномалії вільного повітря та ізостатичні аномалії невеликі поблизу центрів океанічних басейнів або континентальних плато, показуючи, що вони знаходяться приблизно в ізостатичній рівновазі. Гравітаційне тяжіння високої місцевості врівноважується зниженим гравітаційним тяжінням глибоких шарів низької густини. Це наближає аномалію вільного повітря до нуля. Ізостатична аномалія включає поправки на обидва ефекти, що також зводить її майже до нуля. Аномалія Бугера включає лише від'ємну поправку на високий рельєф, тому є сильно від'ємною.
Загалом, ізостатична аномалія Ейрі дорівнює нулю в областях, де є повна ізостатична компенсація. Аномалія вільного повітря також близька до нуля, за винятком зон поблизу границь блоків земної кори. Аномалія Бугера дуже від'ємна на піднятій місцевості. Протилежне вірно для теоретичного випадку рельєфу, який є повністю некомпенсованим: аномалія Бугера дорівнює нулю, тоді як ізостатичні аномалії вільного повітря та Ейрі сильно додатні.
Над серединно-океанічними хребтами аномалії вільного повітря невеликі та співвідносяться з рельєфом дна океану. Хребет і сусідні з ним області виявляються повністю ізостатично компенсованими. Існує велика позитивна поправка Бугера, понад 350 мгал, на відстані понад 1000 км від осі хребта, яка зменшується до 200 над хребтом. Це узгоджується з сейсмічними даними та свідчить про наявність магмової камери низької густини під віссю хребта.
Уздовж острівних дуг спостерігаються інтенсивні ізостатичні аномалії та аномалії вільного повітря. Це є ознакою сильних динамічних ефектів у зонах субдукції. Аномалія вільного повітря становить близько +70 мгал уздовж узбережжя Анд, і це пояснюється субдукцією щільної плити. Сама зона субдукції має сильно від'ємну гравітаційну аномалію близько −250 мгал. Це відбувається через океанську воду низької густини та відкладення, що заповнюють заглиблення.
Гравітаційні аномалії свідчать про інші процеси, що відбуваються глибоко в літосфері. Наприклад, глибоке занурення нижньої границі літосфери може пояснити негативні ізостатичні аномалії у східному Тянь-Шані. Гавайська гравітаційна аномалія, ймовірно, повністю компенсована в межах літосфери, а не в межах підстилаючої естеносфери, що суперечить поясненню підйому Гавайських островів як продукту естеносферного потоку, пов'язаного з підстилаючим мантійним плюмом. Натомість підйом може бути результатом потоншення літосфери: естеносфера, що лежить під нею, менш щільна, ніж літосфера, і вона піднімається, створюючи потовщення. Подальше охолодження знову збільшує густину літосфери і відбувається опускання.

### Місцеві аномалії
Місцеві аномалії використовуються в прикладній геофізиці. Наприклад, локальна позитивна аномалія може вказувати на наявність металевих руд. Соляні куполи зазвичай виражаються на гравітаційних картах як мінімуми, оскільки сіль має низьку густину порівняно зі скелями, в які проникає купол.
На масштабах, проміжних між цілими гірськими хребтами та окремими покладами руд, аномалії Бугера можуть вказувати на типи гірських порід. Наприклад, гравітаційна аномалія в Нью-Джерсі, являє собою грабен тріасового періоду, в основному заповнений щільними базальтами.

## Супутникова гравіметрія

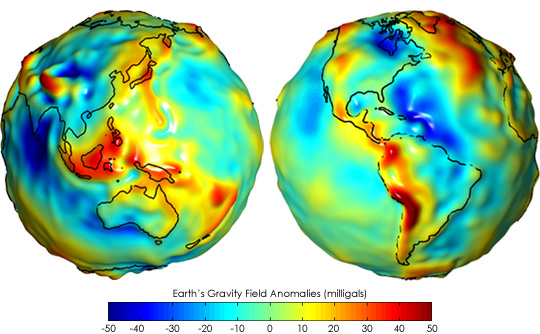
Карта гравітаційної аномалії від GRACE

Останнім часом параметри гравітаційного поля Землі визначаються за допомогою сучасних супутникових місій, таких як GOCE, CHAMP, Swarm, GRACE і GRACE-FO. Параметри найнижчих порядків, включаючи сплюснутість Землі та рух геоцентру, найкраще визначаються за допомогою лазерної локації супутників.
Великомасштабні гравітаційні аномалії можна виявити з космосу як побічний продукт супутникових гравітаційних місій, наприклад, GOCE. Ці супутникові місії спрямовані на визначення детальної моделі гравітаційного поля Землі, яка зазвичай представлена як розкладання гравітаційного потенціалу Землі за сферичними гармоніками, хоч існують і альтернативні представлення.
Космічна місія GRACE складається з двох супутників, які можуть виявляти зміни гравітації на Землі. Аналогічна космічна місія GRAIL також складалася з двох космічних апаратів, що протягом трьох років оберталися навколо Місяця.

## Найбільша гравітаційна аномалія на Землі
В 1948 році в Індійському океані виявили гравітаційну аномалію ("гравітаційна діра", "геоїдний мінімум"), що знаходиться між Індією та Африкою. Вчені опублікували статтю в журналі Geophysical Research Letters, повідомили, що ймовірною причиною виникнення цієї аномалії є загибель давнього океану Тетіс. Геологи Індійського наукового інституту Бангалору також досліджували цю аномалію та виявили, що зона низького тяжіння пов'язана з наявністю шлейфів розпеченої магми, що має низьку щільність.